# Église évangélique vaudoise
Ne pas confondre avec l'Église évangélique réformée du canton de Vaud
L’Église évangélique vaudoise (en italien Chiesa Evangelica Valdese) est la principale église de tradition réformée du protestantisme italien. Depuis 1975, elle intègre au sein d'une organisation commune l’Église évangélique vaudoise - Union des églises méthodistes et vaudoises (en Italien Chiesa evangelica valdese - unione delle chiese metodiste e valdesi), les églises italiennes de tradition vaudoise ou méthodiste.
L’Église évangélique vaudoise assume l'héritage de la prédication de Vaudès (aussi connu sous le nom de Pierre Valdo ou Pierre Valdès). On parle également de valdéisme ou de mouvement vaudois. Elle est présente principalement en Italie, dans les  vallées vaudoises du Piémont , avec des antennes en Amérique du Sud. Elle est adhérente de l'Alliance réformée mondiale et de la Conférence des Églises protestantes des pays latins d'Europe.

## Histoire

### Origine à Lyon
Le véritable nom des Églises vaudoises, celui qu'elles se donnent elles-mêmes en Piémont, est la Table vaudoise qui affirme désormais être apparue avec les disciples de Pierre Valdo, ou Vaudès, dans les années 1170 dans la paroisse Saint-Nizier de Lyon. Il a existé pendant plusieurs siècles une polémique sur l'origine de l'Église vaudoise, les sources vaudoises anciennes ayant toujours déclaré que cette Église était présente dans les vallées du Piémont bien avant la naissance de Pierre Valdo,,,,. Le prénom de ce dernier est incertain : un document atteste seulement l'initiale. Certains l'ont traduit par Petrus, c'est-à-dire Pierre. Aujourd'hui, il existe une rue portant son nom (rue Pierre-Valdo) dans le 5e arrondissement de Lyon. Le nom ne fait donc pas référence au canton de Vaud (Suisse), et l'Église évangélique vaudoise ne doit pas être confondue avec l'Église évangélique réformée du canton de Vaud.
Pierre Valdès était un riche marchand de la ville. Vers 1170, il écouta un passage de la vie de saint Alexis narrée par un troubadour. Ce récit lui fit éprouver le désir de vivre plus près du Christ, de suivre nu le Christ nu. Il légua ses biens à sa femme pour suivre l'idéal de pauvreté apostolique, c'est-à-dire imiter la vie des apôtres. Il plaça ses filles à l'abbaye de Fontevraud, fondée par Robert d'Arbrissel. Il se fit traduire des passages choisis de la Bible du latin en langue vulgaire et provinciale.
Il commença à prêcher dans les rues de Lyon, sans permission des autorités ecclésiastiques. Seuls les prêtres et les clercs, en effet, étaient autorisés à le faire. Valdès exige également de ses disciples qu'ils fassent vœu de pauvreté, comme lui, après que le pape Alexandre III en donne l'autorisation durant le concile de Latran III. Durant ce même concile, le pape précise que les "pauvres de Lyon" ne sont pas un groupe hérétiques et qu'ils ont le droit de prêcher la parole des évangiles à la condition que l'archevêque de Lyon donne son autorisation. Par chance, à cette époque, l'archevêque leur permet de prêcher. 
Cependant, en 1184, le concile de Vérone change la donne pour Valdès et ses disciples. L'archevêque Lyon a changé et l'archevêque, Jean Belles-mains, leur retire l'autorisation, les condamnant à être considérés comme des hérétiques. Ils constituèrent dès lors les premiers vaudois, qui se nommaient eux-mêmes « pauvres de Lyon ».

### Diffusion au Moyen Âge, Piémont et Lubéron
Après avoir été chassés de Lyon, Valdès et ses disciples vécurent comme ouvriers agricoles, vivant de l'aumône et errant de village en village. Le « mouvement » vaudois fit rapidement des émules dans d'autres régions du sud de la France et en Italie du Nord puis, plus tard durant le Moyen Âge, en Bohême. Une partie des vaudois du Piémont italien émigrèrent à la fin du XVe siècle en Provence, où ils s'établirent en une communauté nommée vaudois du Luberon, dans une vingtaine de villages du Luberon.
Il semble que les premiers vaudois n'aient jamais vraiment voulu rompre avec l'Église, même si Rome les accusait d'hérésie par leur non-respect des consignes ecclésiastiques. Les vaudois considéraient qu'ils faisaient toujours partie de l'Église catholique mais qu'ils en étaient la pars benigna, et Rome la pars maligna rongée par les péchés. En 1184, le concile de Vérone excommunia les Pauvres de Lyon.
Les vaudois sont définitivement déclarés hérétiques par le quatrième concile du Latran en 1215. Au XIIIe siècle un groupe de vaudois italiens rejoint cependant l'Église catholique romaine.
L'idéal vaudois de pauvreté inspira en Italie du Nord bon nombre de mouvements radicaux déclarés hérétiques : à la fin du XIIIe siècle les Apostoliques de Gherardo Segarelli ; au XIVe siècle les spirituels radicaux de l'ordre des frères mineurs fraticelles et les dolciniens.
Vers la même époque apparut l'ordre des frères mineurs, fondé en 1209 par saint François d'Assise, fils d'un riche marchand de cette ville d'Italie centrale, par réaction contre la puissance grandissante de l'argent dans la société ecclésiastique et laïque. À l'origine, les franciscains ne devaient pas posséder de biens ; ils vivaient de leur travail ou d'aumônes et prêchaient dans les villes. Contrairement aux vaudois, ils avaient obtenu l'autorisation de prêcher, puisque François et ses disciples se montrèrent toujours respectueux des consignes du clergé. Ce qui montre que le rejet des vaudois par l'Église ne venait pas à l'origine de l'idéal de pauvreté, mais bien du fait de prôner le sacerdoce universel (droit de prêcher pour tous y compris les femmes).
Persécutés en Italie du Nord, les vaudois furent poussés vers les vallées alpines d'Italie, de Suse à la Ligurie. Ils s'y sédentarisèrent, résistant à l'Inquisition par une pratique discrète de leur foi. Une partie d'entre eux fut cependant massacrée lors de la croisade contre les vaudois de 1488.
Entre 1460 et 1560, au moins 1 400 familles, soit environ 6 000 personnes venues des diocèses alpins de Turin et d'Embrun sont venues s'installer dans la région du Luberon, selon l'historien Gabriel Audisio. Les deux-tiers d'entre eux sont arrivés entre 1490 et 1520, ce qui permet de faire face à la chute de 60 % de la population à la fin de la guerre de Cent Ans, grâce à onze « contrats d'habitations » concernant treize villages du Luberon.
- Vaudois du Luberon (1399), Massacre de Mérindol (1545, 3000 morts, 670 envoyés aux galères)

### Rattachement à la Réforme protestante
Gabriel Audisio estime que le mouvement vaudois prit fin en 1532 lorsqu'au synode de Chanforan, une partie des vaudois choisit d'adhérer à la Réforme protestante. Sous l'impulsion de Guillaume Farel, ils décidèrent de faire traduire la Bible en français. Ils choisirent comme traducteur un cousin de Jean Calvin, Pierre Robert Olivétan, et lui fournirent les fonds nécessaires à ce travail ; la Bible d'Olivétan fut publiée en 1535.

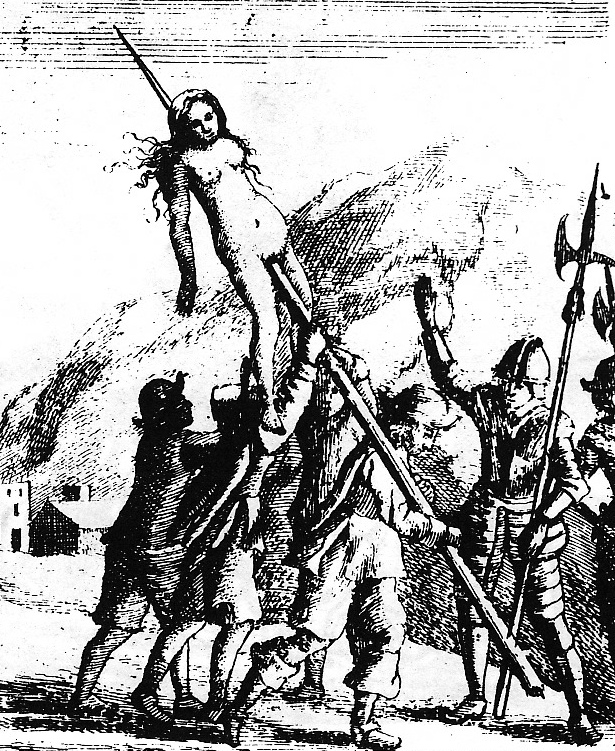
Gravure illustrant le massacre des vaudois qui eut lieu en 1655 dans le Piémont.

La période de répression la plus sanglante eut lieu lors des Pâques vaudoises de 1655, dans les vallées du Piémont italien, ce qui obligea plus de 300 femmes vaudoises à venir se réfugier de l'autre côté de la frontière, dans le Queyras français, à Molines.
En 1686, sous la pression du roi de France Louis XIV, le duc de Savoie persécuta les vaudois des vallées alpines, qui se réfugièrent d'abord à Genève, comme des milliers de huguenots, puis furent répartis en Suisse, dans les possessions de Berne, en Allemagne, plusieurs centaines partant aussi en Hollande, en Angleterre, en Afrique du Sud et dans le Nouveau-Monde.
Après la Glorieuse Révolution anglaise de 1688, menée par une armée anglo-hollandaise composée à 20 % de huguenots, les rapports de force militaire changent en Europe. Le duc de Savoie Victor-Amédée II leur accorda alors un édit de tolérance et les vaudois furent autorisés en 1689 à faire leur « Glorieuse Rentrée » jusqu'à leurs vallées par un périple de 200 kilomètres, plein sud, le long des crêtes montagneuses.

### Émancipation en 1848

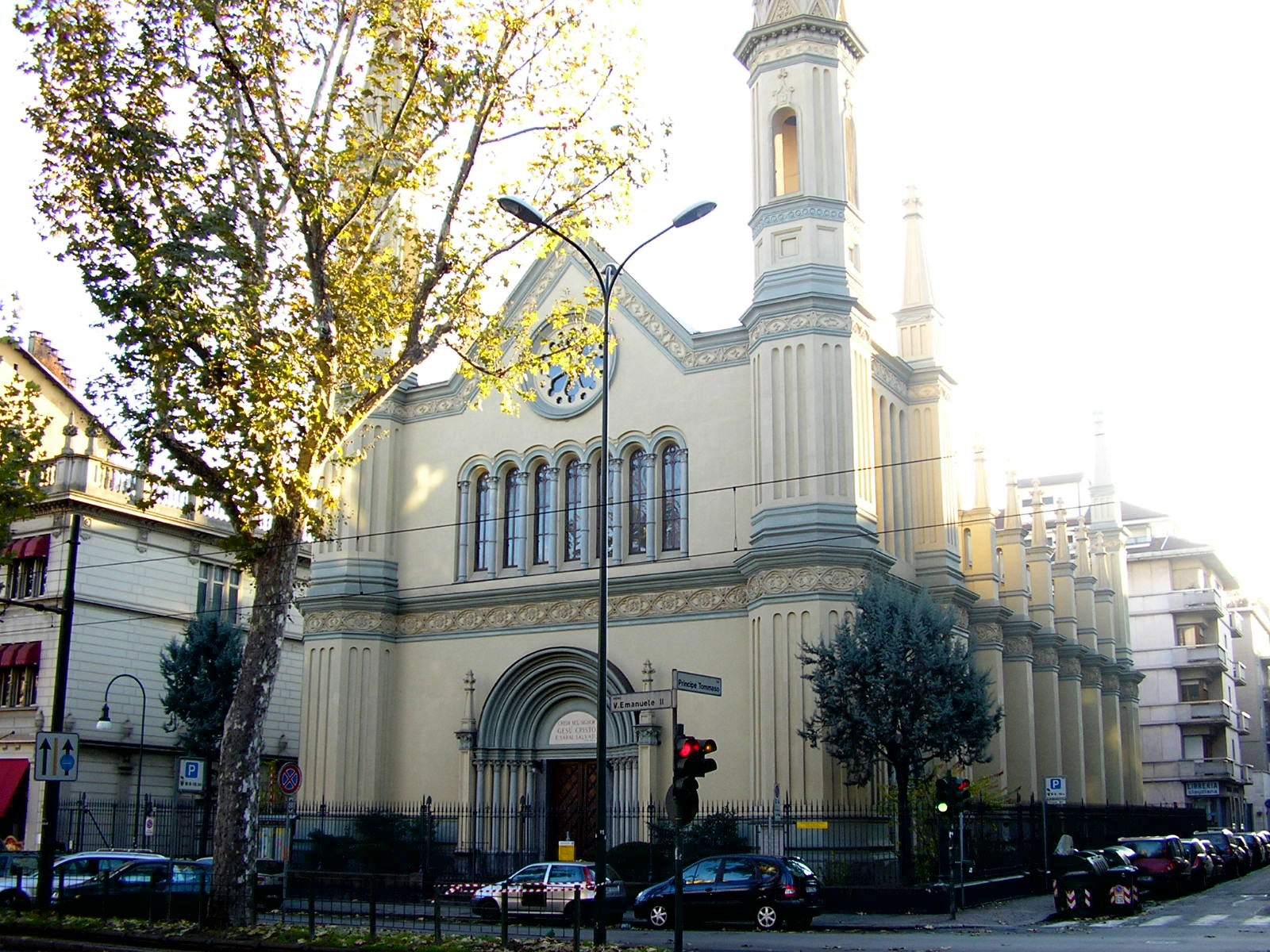
Temple vaudois de Turin.

En 1848, le roi Charles-Albert octroya à ses sujets non-catholiques (juifs et protestants) une lettre patente par laquelle il leur donnait la permission de suivre des études supérieures et de pratiquer des professions libérales (médecin, avocat, etc.). 
Au XIXe siècle, les protestants italiens s'investissent dans le Risorgimento, pour l'unité italienne - face à laquelle s'oppose l’Église catholique, qui défend ses droits sur les États pontificaux.
En 1853 est inauguré le temple vaudois de Turin, en 1861 le premier temple vaudois à Livourne, en 1881 le temple vaudois de Milan, en 1884 le temple vaudois de la via Quattro Novembre à Rome. En 1914 est inaugurée le temple vaudois de la piazza Cavour, à Rome, et sa faculté de théologie.

### Époque contemporaine
Dans la deuxième moitié du XXe siècle, sous l'impulsion du pasteur Tullio Vinay, deux œuvres importantes sont créées, qui viennent considérablement renouveler le témoignage et l’action sociale de l’Église vaudoise : le centre Agape à Prali, dans les vallées vaudoises, lieu de rencontres internationales ouvert à la réflexion sur des thèmes religieux, politiques et sociaux, et le Centre de service chrétien de Riesi en Sicile, centre communautaire destiné à améliorer les conditions sociales mais aussi à limiter l'influence de la Mafia dans cette ville.

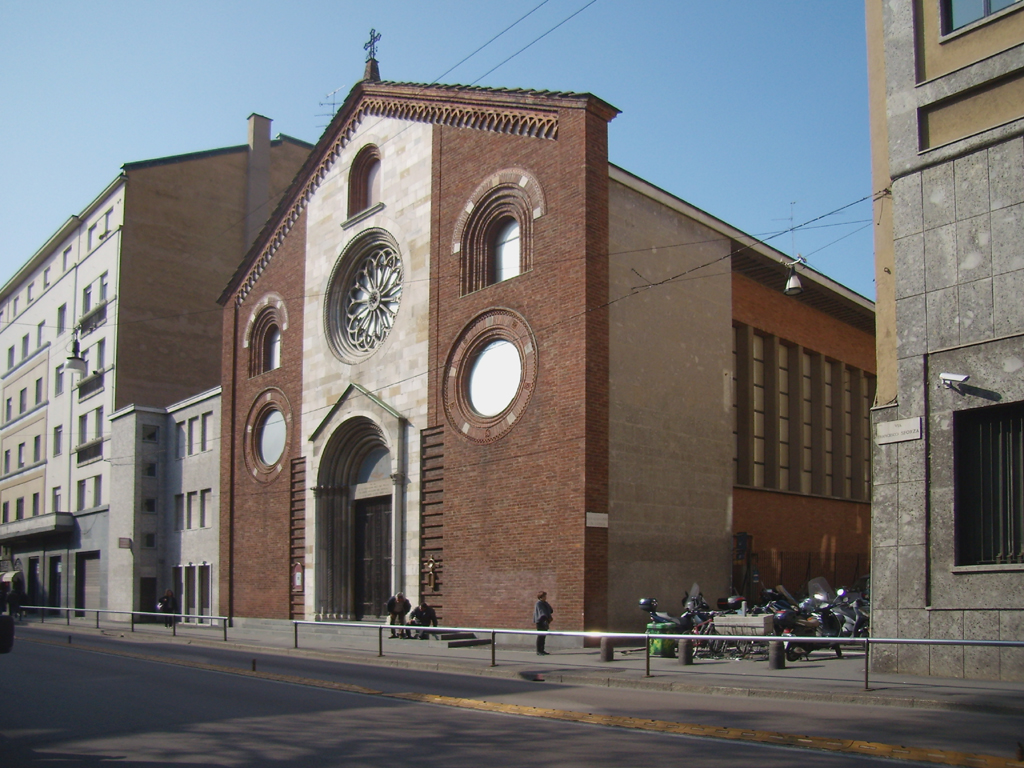
Temple vaudois de Milan.

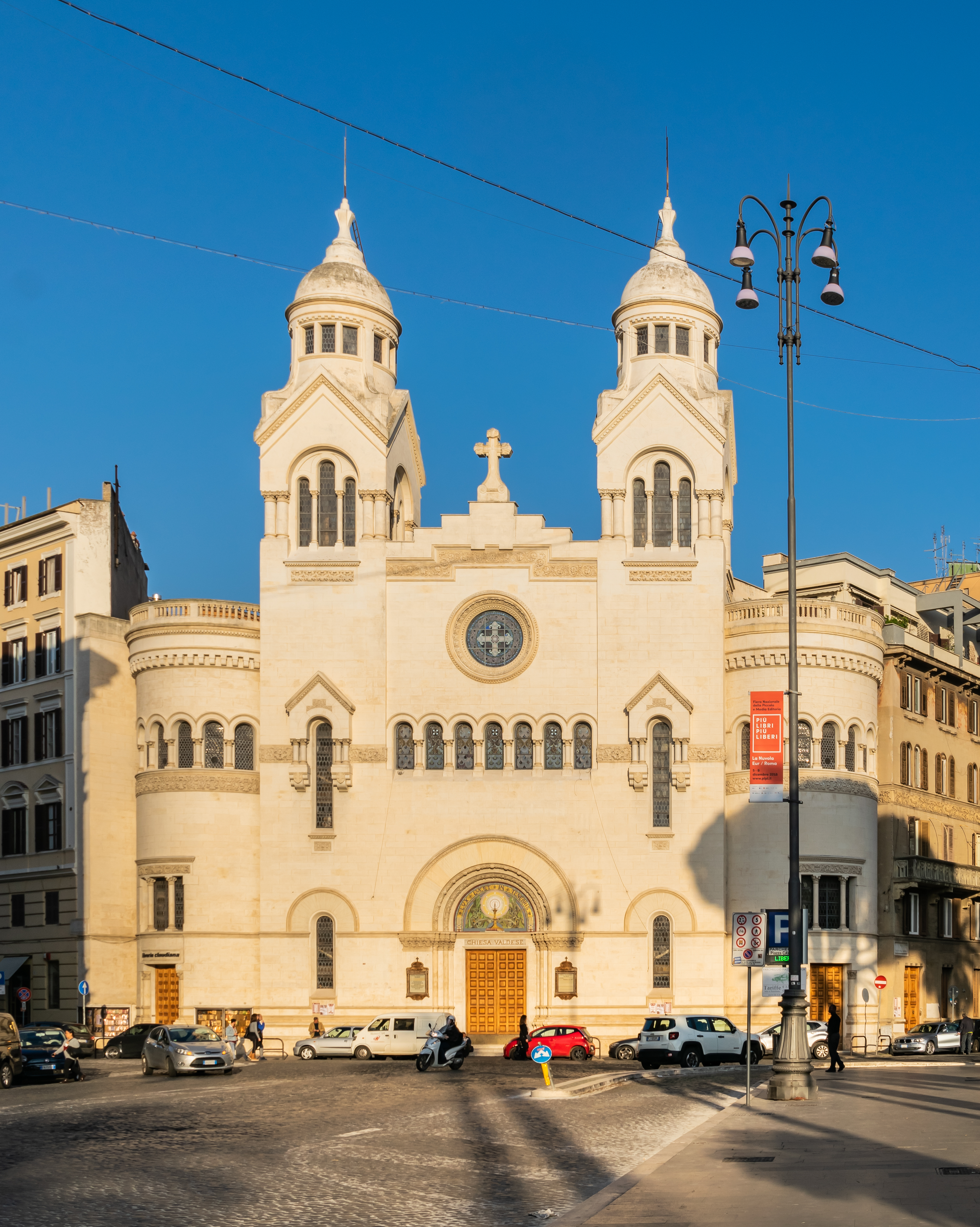
Temple vaudois de la piazza Cavour, à Rome.

La Table vaudoise réunit des Églises locales vaudoises et méthodistes. Les femmes pouvant y être pasteurs depuis 1961, elle est présidée de 2005 à 2012 par la pasteure Maria Bonafede, avec le titre de modératrice. Elle est la première femme à la tête des Églises vaudoises, mais non à la tête d'une Église protestante européenne comme l'affirmait l'AFP, car la compagnie des pasteurs et des diacres de Genève a été présidée par une modératrice, Isabelle Graesslé, de 2001 à 2004,.
Dans un entretien à La Stampa, Maria Bonafede a déclaré souhaitable que le pape Benoît XVI « sache dialoguer avec les autres Églises chrétiennes » et « abandonne la notion de primat de l'Église catholique romaine sur les autres ». Elle s'est aussi prononcée contre la présence de crucifix dans les lieux publics. Enfin, elle a déclaré que « la foi chrétienne est incompatible avec l'injustice économique, comme elle était incompatible avec le nazisme et l'apartheid ».
La Table vaudoise compte en tout environ 30 000 fidèles, en France dans quelques vallées alpines et, principalement, dans le Nord de l'Italie, essentiellement dans le Piémont. On trouve par exemple au palais Cavagnis de Venise une Foresteria Valdese, maison d'hôtes des Églises vaudoises et méthodistes associées. La Table vaudoise compte également quelques communautés en Amérique latine (Uruguay, Argentine). Les vaudois comptent en totalité 45 000 fidèles en 2013.
Le 22 juin 2015, pour la première fois dans l'histoire, un pape s'est rendu dans une église évangélique vaudoise au cours de sa visite apostolique à Turin, les 21 et 22 juin 2015, le pape François a en effet été reçu au temple vaudois de Turin, situé sur le cours Victor-Emmanuel II, par notamment le pasteur Eugenio Bernardini, modérateur de la « Table vaudoise » – réunion d'églises vaudoises et méthodistes – et le pasteur Paolo Ribet.

## Pratiques
À la différence des catholiques, les vaudois ne comptaient pas de prêtres dans leurs rangs : seulement des « barbes », sortes de pasteurs qui, après trois ans d'apprentissage des textes et de visites auprès de « barbes » plus anciens confessaient et présidaient des cérémonies. Les vaudois de Bohême furent plus durement persécutés par l'Inquisition : une partie d'entre eux rejoignit les hussites.
Lors de la Réforme, les vaudois envoyèrent deux des leurs en Suisse pour connaître l'avis de réformateurs comme Jean Œcolampade et Guillaume Farel.

## Doctrine

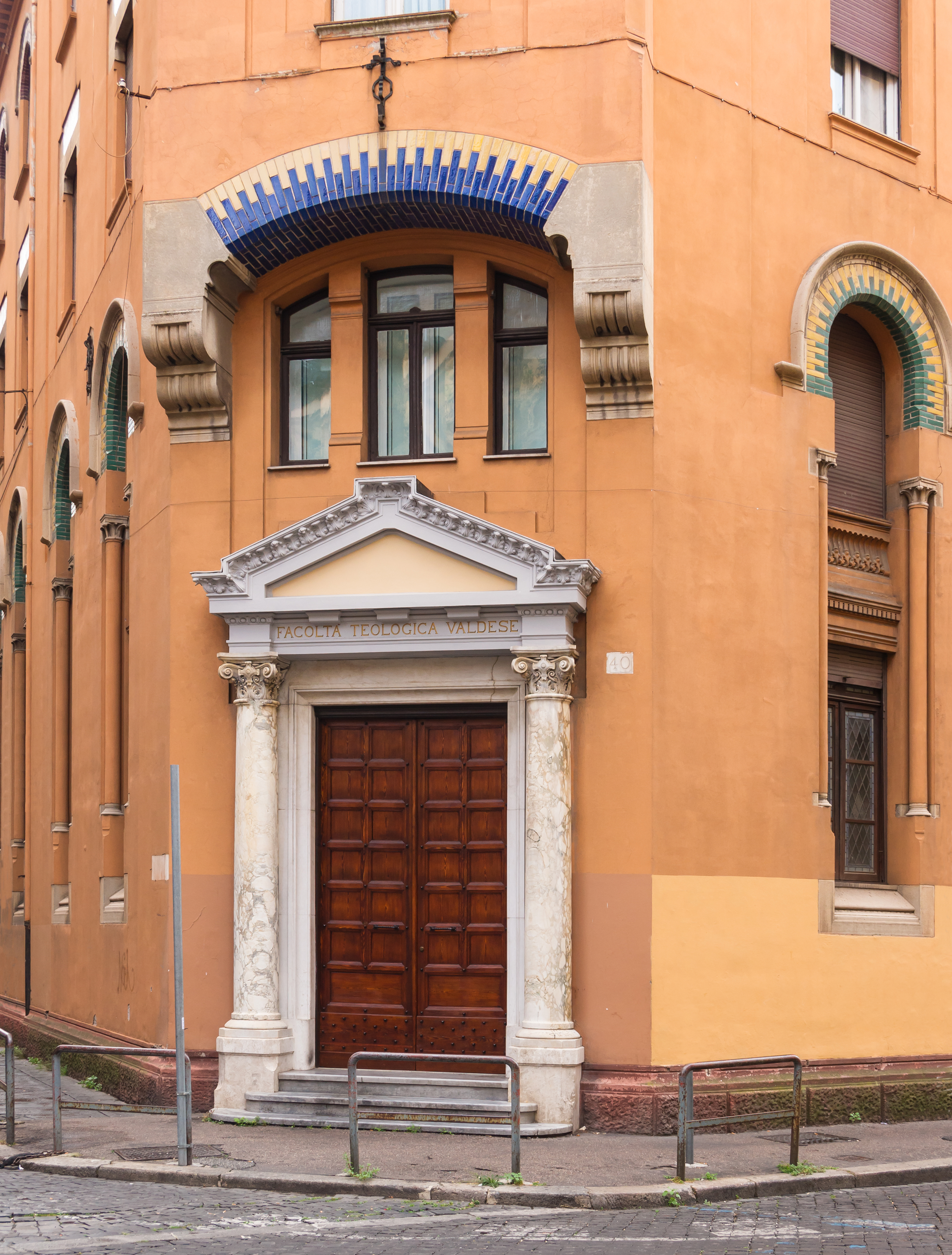
L'entrée de la faculté de théologie vaudoise, à Rome.

À l'origine, il y avait surtout la volonté de maintenir la doctrine évangélique face aux dérives supposées de la papauté, en particulier la promotion de la « pauvreté évangélique » face au luxe du clergé. Par la suite, la doctrine des vaudois se précisa lors de colloques (Laus - 1526, Chanforan -1532) ; la base étant la connaissance de l'Évangile, de l'Ancien et du Nouveau Testament.
Les aspects principaux sont :
- L'Écriture est la seule règle de la foi et des cœurs.
- Tout homme et toute femme initié à la connaissance de l'Écriture peut prêcher.
- Il est bon que le culte soit fait en langue populaire et que chacun use de la Bible.
- La foi est un don de Dieu. Elle comprend l'amour du Seigneur et l'obéissance à ses commandements.
- La messe du culte romain ne vaut rien.
- Les indulgences ne valent rien. Le purgatoire est une fable.
- Tout ce que l'on fait pour le salut des morts est inutile.
- Jésus est le seul intercesseur. La vénération des saints est une idolâtrie.
- Le clergé romain ayant perverti la doctrine et les sacrements des apôtres, et n'imitant pas leur exemple, n'a aucune autorité.
- Le baptême n'est qu'un signe de régénération. Celle-ci n'aura réellement lieu que lorsque l'enfant aura une foi véritable. Les seuls sacrements reconnus sont le baptême et la sainte Cène.
- Le mariage est dissous par l'adultère.

- La doctrine des vaudois est résumée dans un ancien poème en occitan[24] : La Nòbla Leiçon (La Noble Leçon du XIIe siècle)[25].

## Culture
- La Noble Leçon, entre 1100 et 1400, selon les sources[26], poème occitan vaudois anonyme

Radio Beckwith Evangelica de Luserna San Giovanni est jumelée avec Ràdio Occitània, une station radio associative toulousaine créée en 1981 à la suite de la légalisation par François Mitterrand des radios libres. Elle participe à la promotion de la langue et de la culture occitane. Radio Beckwith a été fondée en 1984 en tant que radio communautaire liée à l'Église évangélique vaudoise et se caractérise par une attention portée au territoire, aux activités culturelles, de jeunesse et de bien-être social. Le diffuseur tient son nom du général anglais John Charles Beckwith, un vétéran de la bataille de Waterloo et un bienfaiteur qui a contribué à la culture et à l'éducation des vallées vaudoises pendant la première moitié des années 1800.

## Sources
- (it) « Patto d’integrazione globale tra le chiese Valdesi e Metodiste » [PDF], Torre Pellice, Chiesa evangelica valdese, 1er septembre 1975.